# Eva Söderberg
Eva Söderberg, född 1960, är en svensk litteraturvetare. 
Söderberg disputerade i litteraturvetenskap 2004. Hennes forskningsområden är barn- och ungdomslitteratur (i synnerhet nordiska bilderböcker om döden), genus och normaliseringsprocesser samt Girlhood studies (flickböcker och flickan i fiktionen). Vidare är Söderberg en av initiativtagarna till forskarnätverket FlickForsk! Nordic Network for Girlhood Studies.

## Priser och utmärkelser
- 2000 - Kulla-Gulla-priset (forskarstipendium)